# Hygrochroma clota
Hygrochroma clota är en fjärilsart som beskrevs av Druce 1900. Hygrochroma clota ingår i släktet Hygrochroma och familjen mätare. Inga underarter finns listade i Catalogue of Life.